# Карлсен, Магнус
Свен Ма́гнус Э́эн Ка́рлсен (норв. Sven Magnus Øen Carlsen; род. 30 ноября 1990, Тёнсберг, Норвегия) — норвежский шахматист, 16-й чемпион мира (2013—2023), один из сильнейших шахматистов в истории. Победитель Кубка мира 2023, 5 раз выигрывал чемпионат мира по рапиду и 8 раз по блицу. Стал гроссмейстером 26 апреля 2004 года в возрасте 13 лет, 4 месяцев и 27 дней (2-й в мире на тот момент).
Самый молодой шахматист (19 лет и 1 месяц), возглавивший официальный рейтинг ФИДЕ (в неофициальном рейтинге Эло LiveRating впервые появился на 1-м месте 5 сентября 2008 года в 17-летнем возрасте. В январе 2013 года набрал самый высокий рейтинг за всю историю — 2861, побил рекорд, удерживавшийся Гарри Каспаровым в течение 13-ти лет (2851). В мае 2014 года достиг абсолютного пика рейтинга — 2882, после незначительного снижения повторил этот рекорд в августе 2019 года.
Чемпион Норвегии (2006). Многократный победитель и призёр крупных международных турниров. Один из претендентов на мировое первенство 2007 и 2011 годов, победитель турнира претендентов 2013. Обладатель 5 Шахматных Оскаров (2009, 2010, 2011, 2012 и 2013). Третий шахматист после Анатолия Карпова и Каспарова, завоевавший этот трофей 4 или более раз подряд.
В 2013 году журнал Time включил Карлсена в список «100 самых влиятельных людей в мире» в категории «Титаны». Комментарий к номинации написал Каспаров.

## Детство и первые достижения

### Тренировочный процесс
У Карлсена три сестры: старшая Хеллен и две младшие — Ингрид (род. 1994) и Сигна (род. 1996).
Играть в шахматы пятилетнего Карлсена научил отец, инженер нефтяной компании Хенрик Карлсен (имеет рейтинг около 2100), участник местных турниров. Всерьёз шахматами Карлсен начал заниматься в 8 лет: читал шахматные книги, участвовал в турнирах, по 3—4 часа в день играл в блиц в интернете.
С 2000 года Карлсен стал тренироваться под руководством международного мастера Торбьерна Рингдала Хансена (воспитанника многолетнего лидера и чемпиона страны Симена Агдестейна), а в 2002 году тренировать Карлсена стал сам Агдестейн. По словам будущего чемпиона мира, на турнирах ему часто помогал Петер Хейне Нильсен.
В 2002 году Карлсен получил звание мастера ФИДЕ, в 2003 году после турнира в Гёусдале в 12 лет и 2 месяца стал самым молодым в Северной Европе международным мастером. 26 апреля 2004 года в 13 лет, 4 месяца 27 дней стал вторым самым молодым гроссмейстером в истории после Сергея Карякина на тот момент.
С марта по сентябрь 2009 года Карлсен тайно тренировался у Каспарова, после этого несколько месяцев уже открыто консультировался с ним. По словам Карлсена, они провели две подготовительные сессии весной, затем в августе две недели тренировались в Хорватии, поработали несколько дней в сентябре. Благодаря Каспарову Карлсен стал лучше понимать целый класс позиций, поработал над методами дебюта. После довольно плотной совместной работы (более года, как живые встречи, так и разговоры по скайпу), тренировки прекратились.
Мы расстались с Каспаровым вполне по-дружески, без обид. С позиций сегодняшнего дня считаю, что наше расставание было верным шагом.
Каспаров пишет:
«Я тренировал норвежца в течение года, в 2009 году. И был уже тогда поражён, насколько точно — на уровне интуиции, без всяких дополнительных просчётов — он способен оценивать позицию на шахматной доске и действовать дальше максимально аккуратно. Мой стиль совершенно другой: он требовал колоссальной концентрации энергии и труда за доской, требовал глубокого просчёта множества вариантов, чтобы найти единственно правильный ход в каждой данной позиции на доске. Карлсен принадлежит к другой чемпионской школе, той, что представляли Хосе Капабланка и Анатолий Карпов: по способности чувствовать гармонию на шахматной доске они напоминают музыкантов-виртуозов с абсолютным слухом».

### Рейтинг Эло
В июле 2007 года в возрасте 16 лет Карлсен достиг рейтинга 2710 и стал на тот момент самым молодым шахматистом, преодолевшим планку 2700.
5 сентября 2008 года, после победы в 4-м туре финала «Большого шлема» в Бильбао, Карслен в 17 лет на некоторое время занял 1-е место в LiveRating.
После победы в 2009 году в турнире в Нанкина Карлсен увеличил рейтинг до 2801, став в 18 лет самым молодым игроком, когда-либо преодолевшим барьер 2800 (до него самым молодым был Крамник в возрасте 25 лет). До Карлсена только Каспаров, Веселин Топалов, Крамник и Вишванатан Ананд достигли рейтинга 2800 (Левон Аронян перешёл этот рубеж позже, в ноябре 2010 года). После Мемориала Таля в ноябре 2009 года Карлсен второй раз возглавил LiveRating с показателем 2805 немного обойдя Топалова.
С релизом рейтинга от января 2010 года, в котором были учтены 16 партий, сыгранные на Мемориале Таля и London Chess Classic, рейтинг Карлсена достиг 2810. В возрасте 19 лет Карлсен стал самым молодым в истории шахматистом № 1.
В марте 2010 года Карлсен достиг нового пика 2813, большего значения за всю историю добился только Каспаров. На ноябрь 2012 года рейтинг Карлсена достиг 2848, это 2-е значение в истории после Каспарова (2851).
4 декабря 2012 года на супертурнире в Лондоне Карлсен обыграл Гавейна Джонса, после чего рейтинг 22-летнего норвежца составил 2857, превзойдя рекорд Каспарова. Это выступление позволило ему улучшить результат на 13 баллов, и 2013 год начался для Карлсена с рейтингом 2861. Он одолел всех четырёх соперников, замкнувших турнирную таблицу: Джонса, Люка Макшейна, Юдит Полгар и Ароняна, а также занявшего 4-е место Майкла Адамса. С тремя остальными участниками — Владимиром Крамником, Хикару Накамурой и Анандом, Карлсен сыграл вничью.
В мае 2014 года достиг абсолютного пика рейтинга — 2882 пункта, после незначительного снижения он повторил этот рекорд в августе 2019 года.

## Борьба за титул чемпиона мира

#### 2007—2011
В матчах претендентов 2007 Карлсен проиграл в 1-м раунде Ароняну со счётом 5-7.
В начале ноября 2010 года Карлсен в письме, адресованном президенту ФИДЕ Кирсану Илюмжинову, сообщил о решении отказаться от участия в розыгрыше титула чемпиона мира. Он заявил, что ныне существующая система розыгрыша титула чемпиона мира является недостаточно «современной и справедливой», и указал на несколько недостатков:
- чрезмерная продолжительность (чемпионский цикл растянут на 5 лет — с 2008 по 2012 год);
- внесение изменений в регламент уже после старта розыгрыша;
- «запутанные» критерии вычисления рейтинга, а также сам формат кандидатского турнира, предусматривающий выступление в трёх подряд матчах, что не даёт возможности для подготовки к важнейшим поединкам и сохранения оптимальной формы по ходу борьбы за титул;
- предоставленную обладателю титула привилегию без отбора участвовать в очередном матче за него. Карлсен написал, что в будущем в основе модели розыгрыша чемпионского титула должна находиться «справедливая борьба между лучшими шахматистами мира» без каких-либо привилегий одному из них[41].

#### 2013
После более чем 5-летнего перерыва турнир претендентов 2013 года стал первым, проходившим по двойной круговой системе вместо нокаута. Сыграв обе партии со своим главным конкурентом Владимиром Крамником вничью и набрав с ним 8½ очков, Карлсен выиграл турнир, так как при равенстве общих и очков в личных встречах победителем становится участник с большим числом побед (5 у Карлсена и 4 у Крамника). По итогам турнира Карлсен стал официальным претендентом в матче за звание чемпиона мира. Матч между Карлсеном и действующим чемпионом Анандом прошёл в Ченнаи c 7 по 28 ноября, однако завершилось 22 ноября досрочной победой Карлсена со счётом 6½ : 3½.

#### 2014—2023
Матч 2014 года проходил между действующим чемпионом мира Карлсеном и претендентом Анандом в Сочи. Запланированный срок проведения матча — с 7 по 28 ноября 2014 года, однако уже 23 ноября матч закончился досрочной победой Карлсена со счётом 6½ — 4½.
Следующий матч между Карлсеном и Сергеем Карякиным прошёл с 11 по 30 ноября в Нью-Йорке. После 12 классических партий с равным счётом в 6:6 был проведён тай-брейк, в котором Карлсен одержал победу со счётом 3:1 и сохранил звание чемпиона мира.
Матч 2018 года против Фабиано Каруана прошёл с 9 по 28 ноября в Лондоне. После 12 ничейных партий был назначен тай-брейк, который завершился со счётом 3-0 в пользу Карлсена.
В 2021 году матч с Яном Непомнящим прошёл в Дубае с 24 ноября по 10 декабря и завершился досрочной победой чемпиона мира со счётом 7½ —3½.
Матч 2023 года должен был пройти между Карлсеном и Непомнящим. 12 июля 2022 года в Международный день шахмат Карлсен заявил, что защищать титул не будет. Для определения нового чемпиона был проведён матч между Непомнящим и Дин Лижэнем, занявшими 1-е и 2-е места в турнире претендентов 2022.

## Карьера по годам

#### 2001—2002
В апреле 2001 года Карлсен занял 8-е место из 10 на Gausdal Classics со средним рейтингом 2237.
В октябре 2002 года на чемпионате Европы до 12 лет в Пеньисколе Карлсен поделил 6—11 места из 59 (в архиве ФИДЕ неверно указано 21 место, на сайте 365chess.com неверно указано 4-е), заняв 6-е по дополнительным показателям.

#### 2003
В августе 2003 года спонсор Карлсена Microsoft отправил его семью в годовое турне, для чего родители сдали дом и продали автомобиль. Уже в 2004 году специалисты предрекали ему звание чемпиона мира по шахматам.
В апреле Карлсен неудачно выступил на турнире Gausdal Classics в Гёусдале (8 категория, средний рейтинг 2426), поделив с ирландским мастером ФИДЕ Колмом Дели (англ. Colm Daly) 11—12 место, и уступив ему по дополнительным показателям.
На июльском турнире 25 Politiken Cup в Копенгагене Карлсен в третий раз выполнил норму междукнародного мастера, набрав 8 из 11 очков и показав 2503 TPR.
В проходившем в черногорском городе Будва Чемпионате Европы среди юниоров Карлсен стал бронзовым призёром (в архиве ФИДЕ указано 4 место, на сайте 365chess.com — 1 место) в категории до 14 лет (поделив 3—6 место из 70 с Завеном Андриасяном, Максимом Родштейном и Непомнящим, и обойдя их по дополнительным показателям).
В июне Карлсен на Чемпионате Балтики в Алте поделил 1—2 место с Сименом Агдестейном, уступив ему по дополнительным показателям (в архиве ФИДЕ неверно указано 3 место). Выступавший там же отец Карлсена поделил только 6—12 места.
В июле, на Чемпионате Норвегии (4 категория, средний рейтинг 2338,5) Карлсен поделил 3—7 места.
В августе на турнире Schwarzach open (группа А) Карлсен поделил 2—8 место (по другим, неточным данным — 4—10).
В сентябрьском 19-м кубке европейских шахматных клубов Карлсен, игравший на первой доске, показал 50 % результат, набрав 3½ очка из 7, и заняв 25 место (из 45), а команда Карлсена Asker SK заняла 31-е место. Резервным игроком команды был отец Карлсена Хенрик, уже уступавший сыну 356 пунктов рейтинга Эло.
В октябре на чемпионате мира среди юниоров (в категории до 14 лет) в Халкидики (швейцарская система, 11 туров) Карлсен поделил 9—13 место (из 116) с Завеном Андриасяном, Нгуен Ли Хоном, Андре Диамантом и Ринатом Жумабаевым. При этом партия против Хаммера была отмечена многими ценителями (так, например, она вошла в книгу Фреда Уилсона (англ. Fred Wilson) «Простые планы атаки» англ. Simple Attacking Plans).
В ноябре в итальянском Таормина на Мемориале Claude Pècaut (7 категория, средний рейтинг 2406) Карлсен поделил 2—5 место (из 10) с Кареном Мовсисяном, Лекси Ортега и Владом Томеску.
На декабрьском турнире в Будапеште (8 категория, средний рейтинг — 2436) Карлсен поделил с 4—5 места с Джордже-Габрьел Григоре, став по дополнительным показателям 5-м.

#### 2004
В Вейк-ан-Зее (Турнир C, 9 категория, средний рейтинг 2453,6) Карлсен набрал 10,5 очков из 13 и занял 1-е место, показав перфоманс (рейтинг Эло турнира) 2702. До начала турнира Карлсен был 726-м игроком в мире по рейтингу Эло (2484 пункта).
На турнире «Аэрофлот опен», проходившем в феврале в Москве, Карлсен поделил 30—51 место из 203 игроков.
В марте Карлсен принял участие в темпо-турнире для 16 гроссмейстеров в Рейкьявике.
В апреле Карлсен поделил 2—13 места на турнире Дубай опен (набрав 6,5 из 9) и в третий раз выполнив норму гроссмейстера, тем самым став вторым в списке самых молодых гроссмейстеров мира на тот момент после Карякина.
Через пару дней после турнира Дубай опен на турнире 12th Sigeman & Co Chess Tournament (13 категория, средний рейтинг 2566,9) Карлсен анял 3 место (из 10) и в четвёртый раз выполнил норму гроссмейстера.
В начале июля Карлсен поделил 1—2 место с Берге Эстенстадом на Чемпионате Норвегии в Мольде (6 категория, средний рейтинг — 2379,1), уступив ему по дополнительным показателям.
В конце июля Карлсен поделил 4—13 место (в архиве ФИДЕ указано 2—9 место) на турнире Politiken Cup в Копенгагене.
В сентябре на молодёжном турнире в Лозанне Карлсен поделил с Екатериной Лагно 5—6 место из 8. Через несколько дней Карлсен финишировал пятым (из 10) (на сайте 365chess.com ошибочно 9 место) на турнире в Гёусдале (10 категория, средний рейтинг — 2483).
В октябре на турнире в Хогевене Карлсен занял последнее, четвёртое место, уступив более опытным Ивану Соколову, Найджелу Шорту и Даниэлю Стеллвагену.
В декабре 2004 — январе 2005 года Карлсен принял участие в турнире Smart Fish Chess Masters (10 человек, круговой турнир, классический контроль времени), посвящённом 100-летию шахматного клуба города Драммен, где сенсационно обыграл в 7 туре будущего победителя турнира Алексея Широва, но в итоге поделил последние места (9—10) с Антоанетой Стефановой, и получил 1500 норвежских крон.

#### 2005
На турнире в Вейк-ан-Зее (Турнир В, 13-я категория, средний рейтинг 2564) Карлсен занял 7 место из 14.
На апрельском турнире Гёусдал классикс (10 категория, средний рейтинг — 2495) Карлсен поделил 6—8 место с FM Кристианом Педерсеном и IM Саймоном Уильямсом.
В начале июня Карлсен поделил с Алексеем Шировым 3—4 место (из 4) на рапид-турнире XVIII Magistral «Ciudad de Leon» в испанском Леоне, проиграв в полуфинале Ананду, а в конце месяца принял участие в 6-м Чемпионате Европы, где разделил 16—43 места.
В начале июля Карлсен поделил 1—2 место со своим тренером Сименом Агдестейном на чемпионате Норвегии (6 категория, средний рейтинг — 2386,4), уступив ему в отложенном тай-брейке. Тай-брейк проходил в период с 7 по 10 ноября, правила: 2 партии со стандартным контролем, затем при ничейном исходе игрались матчи из двух партий в быстрые шахматы до первой победы. В партиях со стандартным контролем сначала победил Агдестейн, затем Карлсен. В рапиде сначала победил Карлсен, затем Агдестейн, следующие 3 партии завершились вничью, последнюю выиграл Агдестейн.
На турнире в Биле (16 категория, средний рейтинг — 2637,8) Карлсен выступил неудачно, заняв последнее, 6-е место, и не одержав ни одной победы.
В октябре Карлсен блестяще выиграл Gausdal Bygger’n Masters (мемориал Арнольда Эйкрема) в Гёусдале, набрав 8 из 9 очков, и показав перфоманс (рейтинг Эло после конкретного турнира) в 2792 пункта. За эту победу он получил приз — фигурку тролля и 8000 норвежских крон.
В ноябре Карлсен занял 8 место из 10 на турнире Samba Cup в Сканнерборге, Дания (16 категория, средний рейтинг 2638,2), обыграв в первом туре будущего победителя Баадура Джобаву.
Год закончился Кубком мира в Ханты-Мансийске, в котором Карлсен (которому в первый день второго круга исполнилось 15 лет) достойно выступил, заняв 10 место при 128 участниках, при том, что по рейтингу на тот момент он делил 97—98 место среди участников турнира. Между турами он посетил Центр лыжного спорта и самостоятельно прошёл сложную трассу.

#### 2006
В марте Карлсен выиграл представительный блиц-турнир Glitnir Blitz в Рейкьявике, обыграв таких сильных шахматистов, как Сергей Эренбург, Юдит Полгар и Ананд.
В апреле 2006 года 15-летний Карлсен стал 10-м в списке лучших шахматистов минувшего года в рамках 11-го конкурса «Оскар» (обладателем «Оскара-2005» стал Топалов). При подсчёте был учтён 361 список из 68 стран мира. Среди проголосовавших — журналисты, видные шахматные специалисты и гроссмейстеры.
На турнире Биль 2006 (17 категория, средний рейтинг 2674) Карлсен поделил 2—3 место (из 6) с Теймуром Раджабовым.

#### 2007
В январском турнире в Вейк-ан-Зее Карлсен выступил крайне неудачно, набрав всего 4,5 очка из 13 возможных и поделив последнее место с Алексеем Шировым.
На супертурнире Линарес-2007 (проходившем в 2 круга) Карлсен хорошо сыграл в первом круге (проходившем с 17 по 27 февраля в Морелии), поделив 1—2 место с Анандом (набрав 4,5 очка из 7), и достаточно стабильно — во втором круге (проходившем со 2 по 12 марта в Линаресе), набрав ещё 3 очка из 7, и в итоге поделил 2—3 место с Александром Морозевичем, по дополнительным показателям заняв третье место.
18 мая Карлсен сыграл в Порто-Веккио мини-матч «Матч надежд» (фр. «Match des Espoirs») противРаджабова. Два лучших молодых шахматиста мира (16 лет Карлсен и 20 Рджабову) сыграл две партии в быстрые шахматы (10 минут + 3 секунды на ход), выиграв по партии каждый, затем блиц (5 минут), обе партии в котором завершились вничью, и партия «армагеддон», в которой Карлсен белыми (4 минуты) играл против Раджабова (чёрные, 3 минуты), но при ничьей победа присуждается чёрным, и Карлсен проиграл матч.
В майском цикле отборочных матчей (Элиста, 16 претендентов, общий призовой фонд $480 тыс.) Карлсен в первом круге был посеян с Ароняном (состав 8 пар определялся по рейтингу: № 1 посева играет с № 16, № 2 с № 15 и т. д. Все кандидаты разбиты на 4 четвёрки по 2 пары в каждой. Сначала внутри четвёрки пройдут полуфиналы, затем финалы, которые и выявят обладателей билетов в Мексику (турнир за титул чемпиона мира, с 11 сентября по 1 октября в Мехико). Шахматисты играют друг с другом 6 классических партий, а если по их итогам ничья, победителя определит тай-брейк: быстрые шахматы (4 партии), блиц (2 партии) и партия «армагеддон» (у белых 6 минут, у чёрных — 5, но при ничьей победителем объявляются чёрные)). После 6 партий счёт был равным — по 2 победы и 2 ничьих; в тай-брейке в быстрые шахматы (4 партии) счёт снова был равным — по 1 победе и 2 ничьих у каждого соперника. В двух решающих блицпартиях Аронян был сильнее и победил 2:0.
На турнире в Дортмунде (20 категория, средний рейтинг 2727) Карлсен занял 6-е место из 8, сведя вничью 6 партий и проиграв в 4 туре единственную партию Владимиру Крамнику, который в итоге и выиграл турнир.
В октябре на блицтурнире Sluttresultat Glitnir Blitz Oslo 2007 занял 2 место, уступив в финале Александру Грищуку.
В ноябре, перед Кубком мира, Карлсен принял участие во втором мемориале Таля (20 категория, средний рейтинг 2744, выше среднего рейтинга всех когда-либо проводившихся в России после распада СССР шахматных турниров), где поделил 3—6 место с Дмитрием Яковенко, Борисом Гельфандом и Петером Леко.

#### 2008
На турнире Вейк-ан-Зее 2008 (20 категория, средний рейтинг 2742) Карлсен поделил 1—2 место с Ароняном, который и вышел в финал «Большого шлема».
На супертурнире в Линаресе (21 категория, средний рейтинг — 2755,6) Карлсен занял второе место, уступив только Ананду.
В марте на турнире по игре в быстрые шахматы и вслепую Amber 2008 Карлсен поделил 2—5 место с Владимиром Крамником, Петером Леко и Веселином Топаловым, набравшими также по 12 очков, но по дополнительным показателям стал пятым.
На первом из шести турниров Гран-при ФИДЕ, турнире в Баку, Карлсен поделил 1—3 места с Вугаром Гашимовым и Ван Юэ.
В сентябре на супертурнире в Бильбао (22 категория) Карлсен поделил 2—3 места и обошёл по дополнительным показателям Ароняна. При этом после победы в 4 туре Карлсен в возрасте 17 лет 280 дней на некоторое время стал № 1 в неофициальным рейтинге LiveRating.

#### 2009
На турнире в Вейк-ан-Зее (19 категория, средний рейтинг — 2716) Карлсен поделил 5—6 место с Леньером Домингесом.
На турнире в Линаресе (21 категория, средний рейтинг — 2754) Карлсен занял 3-е место, уступив Грищуку и Василию Иванчуку.
В марте на турнире в Ницце Амбер 2009 по быстрым шахматам и блицу Карлсен не смог попасть в призёры, уступив Ароняну, Крамнику и Ананду.
В майском турнире M-Tel Masters (21 категория, средний рейтинг — 2755,33) лидировавший в течение турнира Карлсен проиграл в последнем туре Алексею Широву и упустил победу, разделив 2—3 места (по очкам) с Веселином Топаловым и заняв итоговое второе место по дополнительным показателям. Во время этого турнира был сыгран товарищеский футбольный матч сборной шахматистов против ФК Левски, в котором Карлсен забил гол на 11 минуте.
В июне Карлсен выиграл рапид-турнир XXII Magistral «Ciudad de Leon» для 4 игроков в испанском Леоне, обыграв в полуфинале Ван Юэ и в финале против Василия Иванчука выиграв «армагеддон» белыми (правила турнира: 4 партии по 20 минут + 5 секунд на ход, в случае равенства 2 блицпартии по 5 минут без добавления, в случае равенства партия «армагеддон» — у белых 5 минут, у чёрных 4 минуты, но в случае ничьей побеждают чёрные).
В сентябрьском супертурнире Nanjing Pearl Spring в китайском Нанкине (21 категория, средний рейтинг 2763,67) Карлсен досрочно, за тур до окончания турнира, обеспечил себе звание победителя, за два круга обыграв каждого из соперников хотя бы раз. Такое выступление соответствовало феноменальному рейтингу — выше 3000. Некоторые эксперты (например, гроссмейстер Юрий Разуваев) считают, что эта победа — плод занятий Карлсена с 13-м чемпионом мира Каспаровым. Так, Карлсен против Петера Леко впервые в жизни применил белыми шотландскую партию (своим «вторым рождением» этот старинный дебют обязан Каспарову), при этом не просто применил, а делал типичные для Каспарова ходы. Практически в каждой партии он шокировал оппонентов неординарными идеями. После этой победы рейтинг Эло Карлсен впервые превысил 2800 пунктов.
На турнире в Дортмунде (20 категория, средний рейтинг — 2744,2) Карлсен поделил с Петером Леко и Дмитрием Яковенко 2—4 места, но по дополнительным показателям стал третьим.
В ноябре 2009, на самом представительном на тот момент турнире «Мемориал Таля» в Москве (21 категория, средний рейтинг — 2764) Карлсен поделил 2—3 место с Василием Иванчуком, уступив Владимиру Крамнику. В рамках этого турнира был также проведён Чемпионат мира по блицу (22 участника, 2 круга), который уверенно (с отрывом в 3 очка от Ананда и 6 очков от Сергея Карякина) выиграл норвежский гроссмейстер.
2009 год закончился для Карлсен уверенной (без поражений) победой на супертурнире London Chess Classic 2009, после чего он возглавил мировой рейтинг, став первым (и на январь 2013 года единственным) шахматистом, возглавившим рейтинг в возрасте до 20 лет. При этом после победы его рейтинг поднялся с 2801 до 2810, а больше 2810 баллов на тот момент имели лишь два гроссмейстера — Топалов (2813 — в июле 2007 года) и Каспаров (2851 — в июле 1999 года).

#### 2010
На традиционном супертурнире в Вейк-ан-Зее Карлсен одержал победу, на 0,5 очка обойдя лидировавших по ходу турнира Широва и Владимира Крамника.
Февральский супертурнир 21 категории в Линаресе Карлсен пропустил (решив по совету Каспарова взять паузу), а в марте на турнире Amber 2010 поделил 1—2 место с Василием Иванчуком.
В августе Карлсен принял участие в минитурнире по быстрым шахматам Arctic Securities Chess Stars с участием Ананда, Йон Хаммер и Юдит Полгар в Кристиансунне. В отборочном туре (круговая система, по 2 партии с каждым соперником) он набрал 3½ из 6 очков, выйдя в финал, в котором обыграл Ананда, выиграв первую партию и сведя вничью вторую.
В октябре Карлсен занял 3 место (из 4) на крупном турнире в Бильбао, первом в истории шахмат турнире 22 категории, проиграв победителю турнира Владимиру Крамнику 2 партии из 3 (по правилам каждый встречался с каждым по 3 раза).
В ноябре 2010 года Карлсен стал бронзовым призёром чемпионата мира по блицу (после Ароняна и Раджабова); Карлсен делил лидерство с Ароняном после первого игрового дня (14 туров), отстал от него на 1,5 очка после второго игрового дня, а в третьем игровом дне пропустил вперёд и Раджабова.
2010 год закончился для Карлсен очередной (второй подряд) победой в лондонском турнире London Chess Classic. Турнир Карлсен начал слабо (в первых трёх турах он потерпел два поражения — от британца Люка Макшейна и Ананда), но затем ярко финишировал, выиграв из оставшихся 4 партий 3 и одну (чёрными против Крамника) сведя вничью. На руку оказалась система начисления очков: 3 за победу, 1 — за ничью, в то время как в традиционной они стоят — соответственно 1 балл и 0,5. Любопытно, что по традиционной системе Карлсен был бы только третьим после Ананда и Макшейна, уступив им по дополнительным показателям при равенстве очков.

#### 2011
На первом супертурнире Вейк-ан-Зее Карлсен поделил 3—4 места с Ароняном. В этом турнире он сенсационно (допустив грубый зевок) проиграл Анишу Гири — самому молодому (16 лет) шахматисту с одним из самых низких (12 из 14) на этом турнире рейтингом (разница в рейтинге составила 128 очков).
В марте Карлсен занял второе место (пропустив вперёд Ароняна) в турнире Amber 2011 (Монако), в котором участники в каждом туре играют друг с другом две партии — вслепую и в быстрые шахматы.
В июне Карлсен выиграл турнир в Медиаше, обойдя по дополнительному показателю (Коэффициент Зоннеборна-Бергера — преимущество по нему получает тот, кто получил много очков, играя с шахматистами, занявшими в таблице более высокие места) также набравшего 6,5 очков Карякина, с которым обе очные партии свёл вничью (Карякина «подвели» две победы над Василием Иванчуком, занявшим 5 место из 6). Эта победа позволила Карлсену приплюсовать к своему рейтингу 6 пунктов и выйти на 1 место, обойдя Ананда в рейтинге FIDE.
В октябре Карлсен победил на турнире в Бильбао (21 категория, средний рейтинг — 2766), обыграв в тай-брейке Василия Иванчука.
В ноябре Карлсен выиграл престижный (22 категория, средний рейтинг — 2776) мемориал Таля (по дополнительным показателям (количество игр чёрными) обошёл Ароняна).
На заключительном турнире года London Chess Classic 2011 Карлсен стал 3-м после Владимира Крамника и Хикару Накамуры (который вырвался вперёд из-за системы подсчёта очков (3 за победу, 1 за ничью; при классической шахматной он отстал бы от Карлсена), и из-за удачливости в заключительном туре.

#### 2012
В супертурнире Вейк-ан-Зее (21 категория, средний рейтинг 2752) Карлсен занял 2-е место (отстав на 1 очко от Ароняна и опередив по дополнительным показателям также набравших по 8 очков Раджабова и Каруана).
Во время матча за звание чемпиона мира по шахматам Карлсен наряду с несколькими гроссмейстерами консультировал Ананда. Также, по словам Сильвио Данаилова (менеджера Веселина Топалова) Карлсен в 2010 году был одним из тех, кто консультировал Ананда во время матча против Топалова.
В июне на супертурнире Мемориал Таля 2012 (22 категория, средний рейтинг 2776,4), прошедшем в Москве в доме Пашкова, Карлсен занял 1 место (единственный, не проигравший ни одной партии) благодаря удачному раскладу: перед заключительным раундом на чистом первом месте шёл Каруана (даже ничья приносила ему победу, так как он стартовал под № 10 и потому сыграл 5 партий чёрными, а его основные конкуренты Карлсен и Раджабов — по 4), но в последнем туре он проиграл Ароняну, а Карлсен выиграл чёрными у Люка Макшейна.
В проходившем с 1 по 11 июля в Астане чемпионате мира по быстрым шахматам и блицу Карлсен дважды стал вице-чемпионом — проиграв в быстрых Карякину и в блице — Грищуку. В быстрых (19 категория, средний рейтинг 2715,4) после первого игрового дня лидировали Карякин и Карлсен (по 4,5 из 5), а во второй день, проиграв две партии подряд (белыми — Иванчуку, чёрными — Грищуку), набрал только 6 из 10.
В 9 туре финального турнира «Большого шлема» Карлсен впервые одержал победу над Анандом в «классике», и после этого имел шанс (в случае победы чёрными в следующем, заключительном туре над Ароняном) превзойти рекордный рейтинг Каспарова. Рекорд поставить не удалось (партия была сыграна вничью), хотя турнир Карлсен выиграл.
30 октября Карлсен принял участие в любительском блиц-турнире в Осло, выиграв все 12 партий, в том числе против своего бывшего тренера Симена Агдестейна.
На турнире Лондон-2012, прошедшем с 8 по 15 декабря, Карлсен установил феноменальный мировой рекорд: после победы на турнире его рейтинг достиг 2861 пункта. Карлсена поздравили премьер-министр Йенс Столтенберг и министр культуры Норвегии Хадия Тайик. Коллеги-гроссмейстеры сравнивают рейтинговую скорость, развитую Карлсеном, с рекордами ямайского бегуна-спринтера Усэйна Болта.
По итогам 2012 года Карлсен с 28 голосами из 143 занял 3 место в списке лучших спортсменов Норвегии по версии Норвежской ассоциации спортивных журналистов (после Туры Бергер (биатлон) — 32 голоса и Хенрика Ингебригтсена (бег) — 29). Примерно в это же время президент Норвежского олимпийского и параолимпийского комитета и конфедерации спорта Бёрре Рогнлиен (норв. Børre Rognlien) заявил, что шахматы не являются спортом (в том числе и потому, что Федерация шахмат не входит в Федерацию спорта), и Карлсен не смог участвовать в борьбе за звание лучшего спортсмена Норвегии «Праздник спорта» (норв. «Idrettsgallaen»), а вместо этого его номинировали на звание «Имя года» (норв. «årets navn»), которое определяется народным голосованием. Карлсен стал самым молодым обладателем приза «Idrettsgallaen» в истории, когда в 2009 году ему вручили так называемый «дополнительный приз» (норв. «ekstrapris») за «дар в шахматах». Тогда ему было всего 18 лет и 41 день.
31 декабря Карлсен в своём блоге подвёл итоги года, написав, что полностью удовлетворён показанными результатами: «50 классических партий, что я сыграл в 2012-м году, закончились победами в трёх турнирах — Мемориале Таля, Сан-Паулу/Бильбао и Лондоне, вторым местом в Биле и разделённым „серебром“ в Вейк-ан-Зее. Результат: +19 =29 -2 или 67 % набранных очков — вероятно, наивысший в моей карьере, и уж точно лучший, начиная с 2006 года, когда я стал выступать в элитных соревнованиях. Показанные в турнирах +3, +2, +4, +3 и +5 способствовали постоянному увеличению рейтинга — с 2835 в январе 2012 года до 2861 в январе 2013 года, и в течение всего года я оставался на первой позиции в мировой табели о рангах».

#### 2013
В 2013 году после матча за звание чемпиона мира переехал от родителей и стал жить самостоятельно.
В январе Карлсен в десятый раз принял участие в супертурнире в Вейк-ан-Зее (20 категория, средний рейтинг — 2732,3) и уверенно его выиграл(став победителем досрочно, после 12 тура), одержав 7 побед и не проиграв ни разу в 13 партиях турнира, и обновив свой рейтинговый рекорд до 2872 пунктов.
В мае Карлсен занял второе место на турнире Ставангер 2013, отстав от победителя, Сергея Карякина, на пол-очка.
В июне принял участие в престижном Мемориале Таля (22 категория, средний рейтинг — 2773,2), где стал серебряным призёром (уступив ½ балла Б.Гельфанду).
В сентябре Карлсен выиграл престижный турнир Сент-Луис (22 категория, средний рейтинг — 2797).
В ноябре играл в матче за звание чемпиона мира. Соперником Карлсен являлся действующий на тот момент чемпион мира Ананд. 22 ноября, сыграв вничью в десятой партии, Магнус стал 16-м чемпионом мира.

#### 2014
В январе-феврале Карлсен принял участие в турнире в Цюрихе (первый в истории турнир 23 категории, средний рейтинг — 2801,1), где занял 1-е место в классике, 4-е — в рапиде и общее 1 место, что позволило ему поднять максимальный рейтинг Эло на 9 пунктов — до 2881 пункта.
8 и 9 марта принял участие в массовом рапид-турнире XIII Torneio Aberto Internacional de Xadrez Festa da Uva 2014 в Кашиас-ду-Сул, в котором приняли участие более 350 шахматистов, где набрал 8,5 очков из 9.
22 марта Карлсен сыграл за свой клуб Ставангер в финальном матче клубной премьер-лиги. Его победа над Владимиром Георгиевым помогла клубу одержать победу 3½ — 2½ над клубом Nordstrand.
19—30 апреля выиграл Мемориал Гашимова.
Занял 2-е место после Карякина на Norway Chess.
18 июня на соревновании в Дубае стал чемпионом мира по быстрым шахматам, а 20 июня там же — чемпионом мира по блицу.
1 августа, накануне открытия Олимпиады 2014, в честь 100-летнего юбилея Норвежского Шахматного Союза вышла почтовая марка достоинством 15 крон с изображением Карлсена. Презентацию, в которой участвовал Карлсен, провела министр финансов Норвегии Сив Йенсен. На Олимпиаде 1-я сборная Норвегии заняла 29-е место. Карлсен, сыгравший на 1-й доске 9 партий из 11, набрал 6 очков и занял 6-е индивидуальное место.
С 27 августа по 7 сентября участвовал в турнире Сент-Луис (23 категория, средний рейтинг — 2802 — наивысший средний за всю историю шахматных турниров), где занял 2-е место с результатом 5,5 из 10.
В ноябре защитил титул чемпиона мира в матче против Ананда, досрочно (за партию до конца матча) победив со счётом 6½:4½. В послематчевом интервью Карлсен назвал наиболее вероятными соперниками на своей следующей защите титула Каруана, Левона Ароняна и Грищука.
30 ноября, в день рождения, Карлсен участвовал в программе «Король шахмат» («Kongen af sjakk»), сыграв в прямом эфире телеканала NRK1 матч против 8 сборных: политиков, представителей шоу-бизнеса, спортсменов, юниоров — чемпионов по шахматам, членов семьи Карлсена, зрителей, сборной с предварительным отбором и сборной по выбору главного режиссёра программы.

#### 2015
В январе 2015 года занял первое место на турнире в Вейк-ан-Зее (20 категория, средний рейтинг — 2746) в группе «Masters» с результатом 9 (из 13 возможных) очков.
2—9 февраля занял 1-е место (обыграв в тай-брейке Аркадия Найдича 3:2) на турнире Grenke Chess Classic 2015 (20 категория, средний рейтинг — 2750).
Карлсен занял 1-е место на Мемориале Гашимова (21 категория, средний рейтинг — 2773), набрав 7 очков из 9, не проиграв ни одной партии и показав третий в карьере перфоманс 2981 (выше только результат в Нанкине-2009 (3002 TPR) и Лондон-2012 (2993 TPR)).
На Norway Chess 15—26 июня (22 категория, средний рейтинг — 2780) Карлсен показал плохой результат, проиграв в первом туре в выигрышной позиции Топалову по времени (думая, что он получит дополнительные 15 минут после 60-го хода (стандартный контроль времени), но согласно регламенту турнира добавления времени не было), затем уступив Ананду, Каруане, а в последнем туре — рейтинг-аутсайдеру Йону Людвигу Хаммеру (разница в рейтинге составила 199 пунктов — 2876 против 2677), в итоге поделив 7—8 место из 10 с Грищуком.
На турнире в Сент-Луисе (22 категория, средний рейтинг — 2795) поделил 2—5 место с результатом 5 из 9, став вторым по дополнительным показателям.
В октябре Карлсен успешно защитил свой титул в чемпионате мира ФИДЕ по рапиду, прошедшем в Берлине, с результатом +8 −0 =7. После турнира он достиг наивысшего текущего рейтинга в рапиде в истории, и на тот момент занимал первое место по разным версиям контроля времени: классике, рапиду и блицу. Тем не менее, Карлсен быстро потерял первое место в блице, после слабо проведённого второго дня в чемпионате мира по блицу, в результате чего он уступил титул Грищуку.
В ноябре 2015 года Карлсен принял участие в командном чемпионате Европы, играя за норвежскую сборную. Он начал плохо, набрав 0,5 очка из 3, но закончил турнир сильно, победив Петера Леко и Радослава Войташека. Тем не менее, выступление было недостаточным для медали, и он потерял 16 рейтинговых очков в ходе мероприятия.

#### 2016
В январе выиграл турнир в Вейк-ан-Зее.
В декабре принял участие в чемпионатах мира по рапиду и блицу, которые проходили в столице Катара Дохе. Занял 3-е место в чемпионате по рапиду, набрав 11 из 15 наравне с двумя другими призёрами — Василием Иванчуком и Александром Грищуком — и уступив им по дополнительным показателям.
Занял 2-е место в чемпионате по блицу, набрав 16,5 из 21 наравне с Карякиным и уступив ему по дополнительным показателям, в том числе проиграв личную встречу.

#### 2019
27 января стал победителем супертурнира в голландском Вейк-ан-Зее, где занял 1 место.
В апреле Карлсен принял участие в двух супертурнирах — мемориале Гашимова и GRENKE Chess Classic. Оба турнира он завершил на 1 месте, показав феноменальные результаты — 7 из 9 и 7,5 из 9 очков соответственно.
Карлсен стал одним из 12 участников серии Grand Chess Tour 2019 и в мае сыграл в первом этапе — турнире по быстрым шахматам и блицу в Абиджане, где снова занял 1 место.
В июне 2019 года стал победителем турнира Norway Chess 2019, проводившегося без ничьих. Карлсен одержал в этом турнире 8 побед из 9 — две в классику и 6 в армагеддоне, лишь в последнем туре уступив Фабиано Каруане. Также в июне 2019 года Карлсен заявил на странице в Facebook, что, вероятно, откажется защищать свой чемпионский титул в 2020 году, если в качестве места проведения матча будет выбран Ставангер.
В июле 2019 года выиграл второй этап серии Grand Chess Tour — классический круговой турнир, проводившийся в Загребе.
8 ноября 2019 года Карлсен официально вышел из Федерации шахмат Норвегии.
За весь 2019 год Карлсен не потерпел ни одного поражения в классических партиях, а также увеличил свою беспроигрышную серию до 107 партий.
28 декабря Карлсен стал чемпионом мира по быстрым шахматам, а 30 декабря защитил свой титул чемпиона мира по блицу, тем самым снова, как в 2014 году, став обладателем чемпионского титула в трёх шахматных категориях одновременно.

#### 2020
В январе 2020 года побил мировой рекорд, сыграв 111 партий без поражений (предыдущий рекорд в 110 партий делили советско-голландский шахматист Сергей Тивяков и хорват Богдан Лалич). В дальнейшем серия продолжилась: дойдя до 125 партий без поражений, Карлсен 10 октября 2020 года проиграл Яну-Кшиштофу Дуде в турнире Altibox Norway Chess.

#### 2021
В ноябре отстоял звание чемпиона мира в матче с Непомнящим. Матч, перенесённый с 2020 года из-за пандемии коронавируса, предполагался не из 12 партий, как в 2018 году, а из 14 партий. 10 декабря, после 11-й партии, матч закончился досрочно победой действующего чемпиона Карлсена со счётом 7½ — 3½.

#### 2022
В июле 2022 года стало известно, что действующий чемпион мира не будет защищать свой титул, его разыграют победители отборочных турниров меж собой.
5 сентября 2022 года Карлсен впервые в своей карьере снялся с турнира, после чего в шахматном мире начался скандал. Он сделал это на следующий день после поражения от Ханса Моке Ниманна. Официальной причины снятия с турнира Карлсен сразу не назвал. Ещё один неприятный инцидент произошел между Карлсеном и Ниманном уже в онлайн-турнире: Карлсен должен был играть с Хансом Ниманном, партия закончилась уже на 2 ходу. После 1.d4-Kf6 2. c4 — Карлсен сдался. Некоторые комментаторы назвали это «молчаливым заявлением.»
Спустя несколько дней норвежец в одной из социальных сетей публично обвинил своего соперника в жульничестве.
«Знаю, что мое решение многих расстроило, я сам разочарован. Хочу играть в шахматы на самом высоком уровне на сильнейших турнирах. Мое мнение — жульничество и обман таят в себе угрозу шахматам. И организаторам соревнований необходимо работать над усилением мер по обеспечению безопасности для выявления всех возможных способов жульничества. Когда Ниманн был приглашен в последнюю минуту на Кубок Синкфилда 2022 года, я серьёзно подумывал о том, чтобы отказаться от турнира до начала мероприятия. Но я решил играть. Я считаю, что Ниманн обманывал больше, чем он публично признал. Его прогресс был необычным, по ходу нашей игры на Кубке Синкфилда у меня сложилось впечатление, что он не был напряжен и даже полностью не концентрировался на игре в критических позициях, обыгрывая меня черными так, как, я думаю, только горстка игроков может сделать», — написал Карлсен.
В декабре Карлсен принял участие в Чемпионате мира по блицу и рапиду, где занял первое место в обоих турнирах.

#### 2023
В августе Карлсен выиграл Кубок мира. В декабре стал чемпионом мира по рапиду и блицу.

## Стиль игры и оценки
Карлсен — универсальный игрок, между тем он особенно силён в миттельшпиле и эндшпиле, несколько небрежно разыгрывая дебют, «Играет практически идеально», по мнению Люка ван Вели, «Его сила в том, что там, где другие не видят в позиции ничего, он только начинает играть», тонко чувствует психологию соперников, никогда не теряя веры в то, что рано или поздно они начнут ошибаться.
Алексей Широв считает, что Карлсен заслуживает не меньшего признания за свои достижения, чем Каспаров.
Виктор Корчной считал, что Карлсен «не работает над шахматами», и его успехи не имеют прямого отношения к шахматам — Карлсен просто гипнотизирует соперника. В комментарии к одной из партий в книге избранных партий Корчного он пишет:
В мире шахмат есть несколько человек с совершенно невероятными гипнотическими способностями. Я считаю, что Энрике Мекинг находится в группе из трёх человек, которые добивались успехов не всегда шахматным путём. Это Михаил Таль, Магнус Карлсен и Энрике Мекинг.
Гроссмейстер Юрий Разуваев считал: «тактик он самый обыкновенный, но вот позиционный талант у Магнуса на уровне Петросяна или Карпова».
Международный гроссмейстер Евгений Бареев считает, что: «Он выигрывает у ведущих шахматистов такие позиции, в которых обычно соглашаются на ничью. У него совершенно феноменальная техника и вдобавок как будто бы полное отсутствие нервной системы. Ну а варианты Карлсен считает очень хорошо, как и все молодые.<…> Магнус Карлсен — это шахматная машина для достижения результата».
Юрий Васильев вспоминает, как на турнире претендентов в Элисте беседовал с одним из создателей программы «Deep Junior» Шаем Бушински (англ. Shay Bushinsky) и спросил, может ли когда-нибудь, в какой-нибудь индийской деревушке появится мальчик, который этот компьютер обыграет. Тот пожал плечами: «Возможно, такой мальчик уже появился в Норвегии — это Магнус Карлсен».
Бывший тренер сборной России (2004—2006) Сергей Долматов считает, что компьютер изменил представление о шахматах. Раньше люди придавали больше значения духу игры, шахматист мог пожертвовать пешкой ради позиционной выгоды, а компьютер более материален, и молодое поколение, конечно, к этому приспособилось, — говорит эксперт. — Шахматисты сегодня стали играть, может, менее интересно и красиво, зато более прагматично. В какой-то степени это относится и к Карлсену.
Карякин утверждал, что Карлсен сейчас вне конкуренции, и высказывал надежду когда-нибудь встретиться с ним в матче за звание чемпиона мира (что и произошло в 2016 году).
В январе 2013 года Сергей Шипов, подводя итоги за 2012 год, высказался о Карлсене.
Карлсен является лучшим шахматистом мира вот уже несколько лет. Сейчас его лидерство стало явным и неоспоримым. Магнус — доминант и гегемон! Тусклые выступления официального чемпиона мира выгодно оттеняют достоинства норвежца. <…> Нынешнее рейтинговое достижение Карлсена действительно сопоставимо с пиком Каспарова, несмотря на заметную инфляцию рейтинга. Да, отрыв Каспарова от элиты его лет был больше, но тогда не было настолько сильных программ, помогающих при подготовке, как сейчас. Компьютер, подобно кольту на Диком Западе, подравнял силы конкурентов. И в наше время оторваться от преследователей стало труднее. Тем весомее достижение Карлсена. Он — наследник Каспарова. Именно он, а не Крамник, Топалов или Ананд. Потому что смог стать не просто первым среди равных, а объективно и несомненно сильнейшим. Осталось всего ничего — завоевать титул. <…> Не считаю, кстати, что Карлсен слабоват в дебюте. Просто он не следует модным актуальностям, ищет свои пути, умело выбирает неожиданные для соперника схемы. У каждого свой стиль. Своя стратегия. Свой подход. Действительно слабых мест в игре норвежца не вижу. Он абсолютно универсален. Нынешний Карлсен — это Спасский 60-х, усиленный всеми знаниями шахмат, накопленными за прошедшие полвека.
Каспаров сказал:
Карлсен — это приход в высшую шахматную лигу совершенно нового поколения. Поколения — и он первый чемпион из этого поколения, — которое выросло в век супермощных компьютерных шахмат. Когда играл я, то моими постоянными спутниками были бумажные карточки для заметок и стопки старых книг. И мне потребовалось научиться пользоваться базами данных и помощью шахматных компьютеров: машины на моих глазах сначала стали достаточно мощными, чтобы помогать, а потом и побеждать мастеров шахмат. Компьютеры в известной мере превратили шахматистов поколения Карлсена в немножко роботов. И конечно, ирония состоит в том — приятная для меня ирония, — что новым чемпионом мира по шахматам стал игрок, который прежде всего руководствуется своей интуицией. Карлсен совсем не машина — он очень, очень человеческий, если можно так сказать, чемпион.
Карлсена сравнивали с Робертом Фишером, Талем и Вольфгангом Моцартом (по словам самого Карлсена, впервые его назвала «Моцартом в шахматах» в 2004 году газета The Washington Post).

## Вне шахмат
Помимо шахмат увлекается футболом, лыжами, большим теннисом и баскетболом, профессионально играет в покер. Болеет за Реал Мадрид, в 2013 году и декабре 2014 года нанёс символический стартовый удар в матчах этого клуба. Любит комиксы.
4 января 2025 года женился на своей девушке Элле Виктории,  свадебная церемония состоялась в часовне Холменколлена в Осло.
14 февраля 2025 года Team Liquid заключила с Карлсеном контракт. Магнус будет представлять организацию на шахматном турнире в рамках Esports World Cup 2025.
Карлсен совмещает шахматы с карьерой модели в голландской компании по пошиву модной одежды G-Star RAW, где его «коллегами» являются Лив Тайлер и Джемма Артертон. На декабрь 2012 года у Карлсена был контракт и с известным в Норвегии таблоидом Verdens Gang. Он зарабатывает на рекламе более 1 млн долларов в год.
Является создателем приложения «Play Magnus», в котором каждый из 28 уровней соответствует по силе игры возрасту Карлсена в годах, начиная с 5 лет. В 2022 году chess.com выкупил приложение за 83 млн евро, доля Карлсена на тот момент составляла 8,5 % акций.
Карлсен часто выигрывал арены с участием титульных игроков на Lichess, но свой приз многократно возвращал сайту для следующего турнира.

## Таблица выступлений (2001—2015)
| Дата                            | Город              | Турнир | Кат. | +             | −           | н             | Результат                                            | Место                   |
| ------------------------------- | ------------------ | --- | ---- | ------------- | ----------- | ------------- | ---------------------------------------------------- | ----------------------- |
| 2001                            | Гёусдал            | |      | 2             | 5           | 2             | 3 из 9                                               | 40—45                   |
| 2001                            | Осло               | |      | 5             | 3           | 1             | 5½ из 9                                              | 9—13                    |
| 15—22 апреля 2001               | Гёусдал            | Gausdal Classics (IM-группа A) |      | 0             | 4           | 5             | 2½ из 9                                              | 8                       |
| 2001                            | Берген             | |      | 2             | 4           | 3             | 3½ из 9                                              | 70—79                   |
| 2001                            | Панормо            | |      | 3             | 1           | 3             | 4½ из 7                                              |                         |
| 2002                            | Гёусдал            | |      | 3             | 3           | 3             | 4½ из 9                                              | 24—26                   |
| 2002                            | Лисакер            | |      | 4             | 0           | 3             | 5½ из 7                                              |                         |
| 2002                            | Гёусдал            | |      | 2             | 1           | 6             | 5 из 9                                               | 8                       |
| 2002                            | Осло               | |      | 3             | 1           | 1             | 3½ из 5                                              |                         |
| 2002                            | Пеларо             | |      | 1             | 0           | 4             | 3 из 5                                               | 9—14                    |
| 2002                            | Хельсинки          | |      | 3             | 6           | 2             | 4 из 11                                              | 10                      |
| 2002                            | Берген             | |      | 4             | 3           | 2             | 5 из 9                                               |                         |
| 2002                            | Киль               | |      | 5             | 2           | 2             | 6 из 9                                               | 11—24                   |
| 29 сентября — 8 октября 2003    | Пеньискола         | Чемпионат Европы среди юниоров (категория до 12 лет) |      | 5             | 2           | 2             | 6 из 9                                               | 6 (6—11)                |
| 2003                            | Гёусдал            | |      | 6             | 2           | 2             | 7 из 10                                              | 3—6                     |
| 3—11 апреля 2003                | Гёусдал            | Gausdal Classics | 8    | 2             | 5           | 4             | 4 из 11                                              | 12 (11—12)              |
| 2003                            | Аскер              | |      | 1             | 0           | 4             | 3 из 5                                               |                         |
| 20—22 июня 2003                 | Алта               | Чемпионат Балтики |      | 4             | 0           | 2             | 5 из 6                                               | 2 (1-2)                 |
| 5—12 июля 2003                  | Фредрикстад        | Чемпионат Норвегии среди мужчин | 4    | 3             | 1           | 5             | 5½ из 9                                              | 7 (3—7)                 |
| 15—25 июля 2003                 | Копенгаген         | 25-й Politiken Cup |      | 6             | 1           | 4             | 8 из 11                                              | 7—16                    |
| 23—31 августа 2003              | Зальцбург          | 18-й Schwarzach open (группа А) |      | 5             | 1           | 3             | 6½ из 9                                              | 4 (2—8)                 |
| 13—23 сентября 2003             | Будва              | Чемпионат Европы среди юниоров (категория до 14 лет) |      |               |             |               | 6½ из 9                                              | 3 (3—6)                 |
| 28 сентября — 4 октября 2003    | Ретимнон           | 19-й кубок европейских шахматных клубов |      | 3             | 3           | 1             | 3½ из 7                                              | 25 (индивид.) 31 (ком.) |
| 22 октября — 3 ноября 2003      | Халкидики          | Чемпионат мира среди юниоров (категория до 14 лет) |      | 7             | 3           | 1             | 7½ из 11                                             | 9 (9—13)                |
| 15—23 ноября 2003               | Таормина           | Мемориал Claude Pècaut | 7    | 3             | 1           | 5             | 5½ из 9                                              | 2—5                     |
| 7—19 декабря 2003               | Будапешт           | First Saturday | 8    | 5             | 2           | 6             | 8 из 13                                              | 5 (4—5)                 |
| 10—25 января 2004               | Вейк-ан-Зее        | 66-й международный турнир (группа C) | 9    | 9             | 1           | 3             | 10½ из 13                                            | 1                       |
| 17—24 февраля 2004              | Москва             | Аэрофлот опен |      |               |             |               | 5½ из 9                                              | 40 (30—51)              |
| март 2004                       | Рейкьявик          | Темпо-турнир |      | 4             | 4           | 1             | 4½ из 9                                              |                         |
| 18—28 апреля 2004               | Дубай              | 6-й Дубай опен |      | 4             | 0           | 5             | 6½ из 9                                              | 2—13.                   |
| 30 апреля — 5 мая 2004          | Мальмё/Копенгаген  | 12th Sigeman & Co Chess Tournament | 13   | 4             | 2           | 3             | 5½ из 9                                              | 3                       |
| июнь 2004                       | Триполи            | Кубок мира ФИДЕ 1-й тур против Л. Ароняна |      | 0             | 1           | 3             | 1½ из 4                                              | 65—128                  |
| 3—10 июля 2004                  | Мольде             | Чемпионат Норвегии | 6    | 6             | 1           | 2             | 7 из 9                                               | 2 (1—2)                 |
| 24 июля — 1 августа 2004        | Копенгаген         | 26-й Politiken Cup |      | 5             | 0           | 5             | 7½ из 10                                             | 4—13.                   |
| сентябрь 2004                   | Лозанна            | Молодёжный турнир |      |               |             |               | из                                                   | 5—6                     |
| 23 сентября — 1 октября 2004    | Гёусдал            | Gausdal Classics (группа GM) | 10   | 4             | 3           | 2             | 5 из 9                                               | 5                       |
| 17—23 октября 2004              | Хогевен            | Essent Crown | 15   | 1             | 3           | 2             | 2 из 6                                               | 4                       |
| 27 декабря 2004 — 5 января 2005 | Драммен            | Smart Fish Chess Masters |      | 1             | 4           | 4             | 3 из 9                                               | 9—10.                   |
| 14—30 января 2005               | Вейк-ан-Зее        | 67-й международный турнир (группа В) | 13   | 3             | 2           | 8             | 7 из 13                                              | 7                       |
| 13—21 апреля 2005               | Гёусдал            | Gausdal Classics | 10   | 3             | 4           | 2             | 4 из 9                                               | 6—8                     |
| 9—13 июня 2005                  | Леон               | XVIII Magistral «Ciudad de Leon» Полуфинал против Вишванатана Ананда |      | 0             | 2           | 2             | 1 из 4                                               | 3—4                     |
| 17 июня — 1 июля 2005           | Варшава            | 6-й чемпионат Европы |      | 5             | 2           | 6             | 8 из 13                                              | 16—43                   |
| 2—9 июля 2005                   | Санднес            | Чемпионат Норвегии | 6    | 6             | 1           | 2             | 7 из 9                                               | 2 (1—2)                 |
| 17—27 июля 2005                 | Биль               | 38-й международный турнир | 16   | 0             | 2           | 8             | 4 из 10                                              | 6                       |
| 1—9 октября 2005                | Гёусдал            | Gausdal Bygger'n Masters |      | 7             | 0           | 2             | 8 из 9                                               | 1                       |
| 13—23 ноября 2005               | Сканнерборг        | 2 Samba Cup | 16   | 1             | 2           | 6             | 4 из 9                                               | 8                       |
| 26 ноября — 17 декабря 2005     | Ханты-Мансийск     | Кубок мира ФИДЕ 1 тур — против З. Азмапарашвили (матч №32) 2 тур — против Ф. Амонатова (матч №32) 3 тур — против И. Чепаринова (матч №1) 4 тур — против Е. Бареева (матч №1) 5 тур (за 9—16 места) — против Ж. Лотье (матч №5) 6 тур (за 9—12 места) — против В. Малахова (матч №5) 7 тур (за 9—10 места) — против Г. Камского (матч №5) |      | 3 1 3 0 1 2 1 | 1 0 1 0 1 3 | 0 1 0 3 1 3 0 | 3 из 4 1½ из 2 3 из 4 1½ из 4 1½ из 2 3½ из 6 1 из 4 | 10                      |
| 6—18 марта 2006                 | Рейкьявик          | Glitnir Blitz 2006 |      |               |             |               | из                                                   | 1                       |
| 24 июля — 3 августа 2006        | Биль               | 39-й международный турнир | 17   | 4             | 2           | 4             | 6 из 10                                              | 2—3                     |
| 12—28 января 2007               | Вейк-ан-Зее        | 69-й международный турнир | 19   | 0             | 4           | 9             | 4½ из 13                                             | 13—14                   |
| 17—27 февраля / 2—12 марта 2007 | Морелия/Линарес    | 24-й международный турнир | 20   | 4             | 3           | 7             | 7½ из 14                                             | 3 (2—3)                 |
| 18 мая 2007                     | Порто-Веккио       | Блиц-матч «Match of the Hopes» против Теймура Раджабова Быстрые Блиц «Армагеддон» |      | 1 0           | 1 0 1       | 0 2 0         | 1 из 2 0 из 1                                        | 2                       |
| 26 мая — июнь 2007              | Элиста             | Отборочные матчи чемпионата мира по шахматам 1-й тур против Л. Ароняна |      | 2             | 2           | 2             | 3 из 6                                               |                         |
| 23 июня — 1 июля 2007           | Дортмунд           | 35-й международный турнир | 20   | 0             | 1           | 6             | 3 из 7                                               | 6                       |
| 23 июля — 2 августа 2007        | Биль               | 40-й международный турнир | 18   | 4             | 2           | 3             | 5½ из 9                                              | 1 (1—2)                 |
| 20—27 октября 2007              | Осло               | Sluttresultat Glitnir Blitz Oslo 2007 Игра в группе (4 игрока, по 2 партии каждый с каждым) Четвертьфинал против Лейфа Йоханнессена Полуфинал против Петера Нильсена Финал против Александра Грищука |      | 2 1           | 1 3         | 1 0           | 5 из 6 2½ из 4 1 из 4                                | 2                       |
| 10—21 ноября 2007               | Москва             | 2-й мемориал Таля | 20   |               |             |               | 4½ из 9                                              | 3—6                     |
| 23 ноября — 16 декабря 2007     | Ханты-Мансийск     | Кубок мира ФИДЕ: Одна шестьдесят четвёртая Одна тридцать вторая Одна шестнадцатая Одна восьмая Четвертьфинал Полуфинал |      |               |             |               | 2 из 2 1 из 2 1½ из 2 ½ из 2                         | 3—4                     |
| 11—27 января 2008               | Вейк-ан-Зее        | 70-й международный турнир | 20   | 5             | 2           | 6             | 8 из 13                                              | 2 (1—2)                 |
| 15 февраля — 7 марта 2008       | Морелия/Линарес    | 25-й международный турнир | 21   | 5             | 3           | 6             | 8 из 14                                              | 2                       |
| март 2008                       | Ницца              | Amber 2008 |      |               |             |               | 12 из 22                                             | 5 (2—5)                 |
| 20 апреля — 6 мая 2008          | Баку               | Гран-при, международный турнир | 19   | 4             | 1           | 8             | 8 из 13                                              | 1—3                     |
| 7—20 июня 2008                  | Форос              | 3-й международный турнир | 19   | 5             | 0           | 6             | 8 из 11                                              | 1                       |
| 19 июля — 1 августа 2008        | Биль               | 41-й международный турнир | 18   | 3             | 1           | 6             | 6 из 10                                              | 3                       |
| 2—13 сентября 2008              | Бильбао            | Финальный турнир «Большого шлема» | 22   | 3             | 3           | 4             | 13 из 30                                             | 2 (2—3                  |
| 19 января — 1 февраля 2009      | Вейк-ан-Зее        | 71-й международный турнир | 19   | 2             | 1           | 10            | 7 из 13                                              | 5—6                     |
| 18 февраля — 8 марта 2009       | Линарес            | 26-й международный турнир | 21   | 3             | 2           | 9             | 7½ из 14                                             | 3                       |
| март 2009                       | Ницца              | Amber 2009 |      |               |             |               | 13 из 22                                             | 4                       |
| 13—23 мая 2009                  | София              | 5-й международный турнир | 21   | 3             | 1           | 6             | 6 из 10                                              | 2 (2—3)                 |
| 5—7 июня 2009                   | Леон               | XXII Magistral «Ciudad de Leon» Полуфинал против Ван Юэ Финал против Василия Иванчука |      | 2             | 1           | 3 4           | 3½ из 6 4 из 7                                       | 1                       |
| 2—12 июля 2009                  | Дортмунд           | 37-й международный турнир | 20   | 2             | 1           | 7             | 5½ из 10                                             | 3 (2—4)                 |
| 27 сентября — 10 октября 2009   | Нанкин             | 2-й международный турнир | 21   | 6             | 0           | 4             | 8 из 10                                              | 1                       |
| 4—18 ноября 2009                | Москва             | 4-й мемориал Таля | 21   | 2             | 0           | 7             | 5½ из 9                                              | 2—3                     |
| 4—18 ноября 2009                | Москва             | Чемпионат мира по блицу 2009 |      |               |             |               | 31 из 42                                             | 1                       |
| 7—15 декабря 2009               | Лондон             | Международный турнир | 18   | 3             | 0           | 4             | 13 из 21                                             | 1                       |
| 15—31 января 2010               | Вейк-ан-Зее        | 72-й международный турнир | 19   | 5             | 1           | 7             | 8½ из 13                                             | 1                       |
| март 2010                       | Ницца              | Amber 2010 |      |               |             |               | 14½ из 22                                            | 1—2                     |
| 14—25 июня 2010                 | Медиаш             | 4-й международный турнир | 20   | 5             | 0           | 5             | 7½ из 10                                             | 1                       |
| 28—30 августа 2010              | Кристиансунн       | Arctic Securities Chess Stars Отборочный тур Мини-матч за 1 место против Вишванатана Ананда |      | 2 1           | 1 0         | 3 1           | 3½ из 6 1½ из 2                                      | 1                       |
| 9—15 октября 2010               | Бильбао            | Финальный турнир «Большого шлема» | 22   | 1             | 2           | 3             | 6 из 18                                              | 3                       |
| 18—30 октября 2010              | Нанкин             | 3-й международный турнир | 21   | 4             | 0           | 6             | 7 из 10                                              | 1                       |
| 16—18 ноября 2010               | Москва             | Чемпионат мира по блицу 2010 |      |               |             |               | 23½ из 38                                            | 3                       |
| 8—15 декабря 2010               | Лондон             | 2-й международный турнир | 20   | 4             | 2           | 1             | 13 из 21                                             | 1                       |
| 14—30 января 2011               | Вейк-ан-Зее        | 73-й международный турнир | 20   | 5             | 2           | 6             | 8 из 13                                              | 3—4                     |
| март 2011                       | Монако             | Amber 2011 |      |               |             |               | из                                                   | 2                       |
| 11—22 июня 2011                 | Медиаш             | Международный шахматный турнир | 21   | 3             | 0           | 7             | 6½ из 10                                             | 1 (1—2)                 |
| 18—29 июля 2011                 | Биль               | 44-й международный шахматный турнир | 19   | 5             | 1           | 4             | 19 из 30                                             | 1                       |
| октябрь 2011                    | Сан-Паулу, Бильбао | Международный шахматный турнир | 21   | 3             | 1           | 4             | 13 из 30                                             | 1 (1—2)                 |
| 15—25 ноября 2011               | Москва             | 6-й мемориал Таля | 22   | 2             | 0           | 7             | 5½ из 9                                              | 1 (1—2)                 |
| декабрь 2011                    | Лондон             | 3-й международный турнир |      |               |             |               | 14 из 27                                             | 3                       |
| январь 2012                     | Вейк-ан-Зее        | 74-й международный турнир | 21   |               |             |               | 8 из 13                                              | 2 (2—4)                 |
| 7—18 июня 2012                  | Москва             | 7-й мемориал Таля | 22   | 2             | 0           | 7             | 5½ из 9                                              | 1                       |
| 1—8 июля 2012                   | Астана             | Чемпионат мира по быстрым шахматам и блицу 2012 (быстрые шахматы) | 19   | 8             | 2           | 5             | 10½ из 15                                            | 2                       |
| 9—11 июля 2012                  | Астана             | Чемпионат мира по быстрым шахматам и блицу 2012 (блиц) |      |               |             |               |                                                      | 2                       |
| 24 сентября — 13 октября 2012   | Сан-Паулу, Бильбао | Финальный турнир «Большого шлема» 2012 | 22   | 4             | 1           | 5             | 17 из 30                                             | 1 (1—2)                 |
| 8—15 декабря 2012               | Лондон             | London Chess Classic 2012 |      | 5             | 0           | 3             | 18 из 24                                             | 1                       |
| 11—27 января 2013               | Вейк-ан-Зее        | 75-й международный турнир | 20   | 7             | 0           | 6             | 10 из 13                                             | 1                       |
| 14 марта — 1 апреля 2013        | Лондон             | Турнир претендентов | 22   | 5             | 2           | 7             | 8½ из 14                                             | 1 (1—2)                 |
| 7—18 мая 2013                   | Ставангер          | Ставангер 2013 | 21   | 3             | 1           | 5             | 5½ из 10                                             | 2 (2—3)                 |
| 12—23 июня 2013                 | Москва             | 8-й мемориал Таля | 22   | 3             | 1           | 5             | 5½ из 9                                              | 2                       |
| 9—15 сентября 2013              | Сент-Луис          | Сент-Луис 2013 | 22   | 3             | 0           | 3             | 4½ из 6                                              | 1                       |
| 7—28 ноября 2013                | Ченнаи             | Матч за звание чемпиона мира по шахматам 2013 |      | 3             | 0           | 7             | 6½ из 10                                             | 1                       |
| 29 января — 4 февраля 2014      | Цюрих              | Цюрих 2014 Классика Рапид Итог | 23   | 3 1           | 0 2         | 2             | 8 из 10 2 из 5 10 из 15                              | 1                       |
| 8—9 марта 2014                  | Кашиас-ду-Сул      | XIII Torneio Aberto Internacional de Xadrez Festa da Uva 2014 |      | 8             | 0           | 1             | 8½ из 9                                              | 1                       |
| 22 марта 2014                   |                    | Клубная премьер-лига Норвегии |      |               |             |               |                                                      |                         |
| 19—30 апреля 2014               | Шамкир             | Мемориал Гашимова 2014 |      | 5             | 2           | 3             | 6½ из 10                                             | 1                       |
| 2—13 июня 2014                  | Ставангер          | Ставангер 2014 Классика Блиц | 21   | 2 6           | 0           | 7 3           | 5½ из 9 7½ из 9                                      | 2 1                     |
| 15—20 июня 2014                 | Дубай              | Чемпионат мира по рапиду и блицу 2014 Рапид Блиц |      |               |             |               | 11 из 15 17 из 21                                    | 1 1                     |
| 1—14 августа 2014               | Тромсё             | Шахматная олимпиада 2014 |      | 5             | 2           | 2             | 6 из 9                                               | 29/6                    |
| 27 августа — 7 сентября 2014    | Сент-Луис          | Сент-Луис 2014 | 23   | 2             | 1           | 7             | 5½ из 10                                             | 2                       |
| 7—28 ноября 2014                | Сочи               | Матч за звание чемпиона мира по шахматам 2014 |      | 3             | 1           | 7             | 6½ из 11                                             | 1                       |
| 9—25 января 2015                | Вейк-ан-Зее        | Вейк-ан-Зее 2015 | 20   | 6             | 1           | 6             | 9 из 13                                              | 1                       |
| 2—9 февраля 2015                | Баден-Баден        | Grenke Chess Classic 2015 | 20   | 3             | 1           | 3             | 4½ из 7                                              | 1 (1—2)                 |
| 16—26 апреля 2015               | Шамкир             | Мемориал Гашимова 2015 | 21   | 5             | 0           | 4             | 7 из 9                                               | 1                       |
| 15—26 июня 2015                 | Ставангер          | Ставангер 2015 | 22   | 2             | 4           | 3             | 3½ из 9                                              | 7 (7—8)                 |
| 22 августа — 3 сентября 2015    | Сент-Луис          | Сент-Луис 2015 | 22   | 3             | 2           | 4             | 5 из 9                                               | 2 (2—5).                |
| Дата                            | Город              | Турнир | Кат. | +             | —           | н             | Результат                                            | Место                   |

### Комментарии
1. ↑  Среднее арифметическое рейтингов (можно посмотреть тут Архивная копия от 8 октября 2013 на Wayback Machine) равно 2453,6, что соответствует диапазону 9-й категории (2451—2475).
2. ↑  Паримарьян Неги стал гроссмейстером в возрасте 13 лет, 4 месяцев и 22 дней (на 5 дней моложе Магнуса Карлсена) только в 2006 году.
3. ↑  Среднее арифметическое рейтингов (можно посмотреть тут Архивная копия от 8 июля 2015 на Wayback Machine) равно 2379,1, что соответствует диапазону 6-й категории (2376—2400).
4. ↑  Примерно 6900 рублей по курсу на 1 января 2005 года Архивная копия от 29 июня 2013 на Wayback Machine.
5. ↑  Среднее арифметическое рейтингов (Информация  на сайте The Week In Chess (№ 557)) равно 2386,45(45), что соответствует диапазону 6-й категории (2376—2400).
6. ↑  Примерно 35 000 рублей по курсу на 1 октября 2005 года Архивная копия от 1 июля 2013 на Wayback Machine.
7. ↑  Среднее арифметическое рейтингов (можно посмотреть тут Архивная копия от 25 декабря 2005 на Wayback Machine) равно 2638,2, что соответствует диапазону 16-й категории (2626—2650).
8. ↑  После основного времени счёт был 6:6, после серии пенальти сборная шахматистов выиграла 8:7.
9. ↑  Поделил с Павлом Потаповым, Иваном Шаричем, Кириллом Ступаком, Дейвидом Хауэллом и Кристианом Чирила (англ. Christian Chirila), по дополнительным показателям 6-й.
10. ↑  Поделил с ирландским мастером ФИДЕ Колмом Дели (англ. Colm Daly), по дополнительным показателям 12-й.
11. ↑  Поделил с Сименом Агдестейном, по дополнительным показателям 2-й.
12. ↑  Поделил с Торбьоном Хансеном (англ. Torbjorn Hansen), Остейном Данневигом (англ. Oystein Dannevig), Флемингом Кристенсоном (англ. Flemming Christenson) и Роем Фюллингеном (англ. Roy Harald Fyllingen), по дополнительным показателям 7-й.
13. ↑  В третий раз выполнил норму международного мастера
14. ↑  Поделил с Джеральдом Хертнеком (англ. Gerald Hertneck), Андреем Щекачёвым, Юрием Циммерманом (англ. Yuri Zimmerman), Сергеем Кривошеем (англ. Sergei Krivoshey), Виталием Куниным и Михаилом Ивановым, по дополнительным показателям 4-й.
15. ↑  Поделил с Завеном Андриасяном, Максимом Родштейном и Яном Непомнящим, по дополнительным показателям 3-й.
16. ↑  На своей (первой) доске Магнус занял 25 место из 45, команда Магнуса Asker SK заняла 31 место из 45.
17. ↑  Поделил с Завеном Андриасяном, Нгуен Ли Хоном, Андре Диамантом и Ринатом Жумабаевым, по дополнительным показателям 9-й.
18. ↑  Поделил с Кареном Мовсисяном, Лекси Ортега и Владом Томеску.
19. ↑  Поделил с Джордже-Габрьел Григоре.
20. ↑  Поделил 30—51 места, по дополнительным показателям 40-й из 203 игроков.
21. ↑  Поделил с Ливиу-Дитером Нисипяну, Кришнаном Сашикираном, Виорелом Иордэкеску, Евгением Владимировым, Пентала Харикришна, Евгением Мирошниченко, Павлом Эльяновым, Арташесом Минасяном, Мохаммедом Аль-Модиахи, Александром Голощаповым и Рауфом Мамедовым.
22. ↑  Поделил с Берге Эстенстадом.
23. ↑  Поделил с Петером Хейне Нильсеном, Нормундсом Миезисом, Эдуардасом Розенталисом, Хьетилом Александром Ли, Ларсом Бо Хансеном, Суне Бергом Хансеном, Эрлигом Мортенсеном (англ. Erling Mortensen), Куртом Хансеном и Сайгурбьорном Бьорнссоном (англ. Sigurbjorn Bjornsson).
24. ↑  Поделил с Екатериной Лагно.
25. ↑  Поделил с Антоанетой Стефановой.
26. ↑  Поделил с Кристианом Педерсеном и Саймоном Уильямсом.
27. ↑  Поделил с Алексеем Шировым, проигравшим Рустаму Касымджанову.
28. ↑  Поделил с Сименом Агдестейном, после тай-брейка второй.
29. ↑  Поделил с Теймуром Раджабовым.
30. ↑  Поделил с Алексеем Шировым.
31. ↑  Поделил с Александром Морозевичем, по дополнительным показателям третий.
32. ↑  В случае ничьей в основном матче из 6 партий играется тай-брейк — 4 партии с контролем 25 минут + 10 секунд на каждый ход; Карслен и Аронян выиграли по 1 партии и 2 свели вничью. Далее игралось 2 блицпартии (5 минут + 10 секунд) — обе выиграл Аронян, и благодаря этому он проходит во второй круг.
33. ↑  В тай-брейке Магнус обыграл набравшего также 5½ очков Александра Онищука — после 4 ничейных блиц-партий была разыграна партия по правилам «армагеддона» — белые имеют 5 минут на обдумывание, а чёрные — 4 минуты, однако белых устраивает только выигрыш (в случае ничьей чёрные признаются выигравшей стороной). Магнус выиграл Архивная копия от 28 апреля 2014 на Wayback Machine «армагеддон» чёрными
34. ↑  Поделил с Дмитрием Яковенко, Борисом Гельфандом и Петером Леко.
35. ↑  В тай-брейке (по быстрым шахматам) Магнус обыграл набравшего также 1 очко Аркадия Найдича 2:0.
36. ↑  Поделил с Сергеем Карякиным.
37. ↑  Поделил с Левоном Ароняном, по дополнительным показателям второй.
38. ↑  Поделил с Владимиром Крамником, Петером Леко и Веселином Топаловым, по дополнительным показателям пятый.
39. ↑  Поделил с Вугаром Гашимовым и Ван Юэ.
40. 1 2 3 4 5 6 7 8 9  За победу в партии по правилам турнира начисляется 3 очка, за ничью — 1, за поражение — 0.
41. ↑  Поделил с Левоном Ароняном, по дополнительным показателям второй).
42. ↑  Поделил с Леньером Домингесом.
43. ↑  Поделил с Веселином Топаловым, по дополнительным показателям второй.
44. ↑  Правила турнира: 4 партии по 20 минут + 5 секунд на ход, в случае равенства 2 блицпартии по 5 минут без добавления, в случае равенства партия "армагеддон" — у белых 5 минут, у чёрных 4 минуты, но в случае ничьей побеждают чёрные. После основных 4 партий была ничья (по победе и 2 ничьих у каждого из игроков), в блице первая партия завершилась вничью, вторую партию выиграл Магнус.
45. ↑  После основных 4 партий была ничья (по победе и 2 ничьих у каждого из игроков), в блице равенство (2 ничьи), партию "армагеддон" белыми выиграл Магнус.
46. ↑  Поделил с Петером Леко и Дмитрием Яковенко, по дополнительным показателям третий.
47. 1 2  Поделил с Василием Иванчуком.
48. ↑  Поделил с Левоном Ароняном.
49. ↑  По дополнительному показателю (Коэффициент Зоннеборна-Бергера) Магнус обошёл также набравшего 6,5 очков Сергея Карякина.
50. 1 2  Первый круг играли в Бразилии (г. Сан-Паулу), второй — в Испании (г. Бильбао).
51. ↑  В тай-брейке Магнус обыграл также набравшего 13 очков Василия Иванчука 1,5:0,5.
52. ↑  По дополнительным показателям (количество игр чёрными) обошёл Левона Ароняна (сыграл чёрными на одну партию больше).
53. ↑  По дополнительным показателям обошёл набравших также по 8 очков Теймура Раджабова и Фабиано Каруана.
54. ↑  В тай-брейке Магнус обыграл также набравшего 17 очков Фабиано Каруана 2:0.
55. ↑  По второму (после итога личной встречи) дополнительному показателю (число побед) Магнус обошёл также набравшего 8½ очков Владимира Крамника.
56. ↑  По дополнительному показателю (коэффициент Зоннеборна-Бергера) Магнус обошёл также набравшего 5½ очков Хикару Накамура.
57. ↑  По правилам турнира, за победу в классике давалось 2 очка, за ничью — 1, а в рапиде за победу 1 очко, за ничью — ½.
58. ↑  В тай-брейке Карлсен обыграл также набравшего 4½ очка Аркадия Найдича 3:2.
59. ↑  По дополнительным показателям Магнус обошёл также набравших 5 очков Хикару Накамура, Максима Вашье-Лаграв и Аниша Гири